# Dorothy Hyson
Dorothy Hyson, Lady Quayle (* 24. Dezember 1914 in Chicago als Dorothy Wardell Heisen; † 23. Mai 1996 in London) war eine amerikanische Film- und Theaterschauspielerin, die größtenteils in England arbeitete. Während des Zweiten Weltkriegs arbeitete sie als Codebrecherin in Bletchley Park (B.P.).

## Leben
Sie war das einzige Kind der Schauspielerin Dorothy Dickson und des Matinee-Idols Carl Constantine Hyson (geb. Heisen). Ihre Mutter war bekannt als The Toast of Broadway. Hyson gab ihr Schauspieldebüt im Alter von drei Jahren und spielte die Tochter ihrer Mutter in einem Stummfilm, der von Regisseur George Fitzmaurice in New Yorks Paramount-Studios gedreht wurde. Hyson zog mit ihren Eltern nach England, die sich schließlich scheiden ließen. Ihre Mutter hatte einen erfolgreichen Auftritt in Jerome David Kerns Musical Sally und wurde die bestbezahlte Schauspielerin in London. Hyson wurde in England und Frankreich unterrichtet, hatte aber einige Auftritte in Kinderrollen im West End, darunter in Quality Street von J. M. Barrie. Nachdem Sybil Thorndike sie im Alter von 13 Jahren in der Verfilmung von Daisy Ashfords The Young Visiters gesehen hatte, sagte sie zu ihrer Mutter, sie werde ein Star.
Hyson war zweimal verheiratet; von 1935 bis 1945 mit dem Schauspieler Robert Douglas, und von 1947 bis zu seinem Tod 1989 mit dem Schauspieler, Regisseur und Schriftsteller Sir Anthony Quayle. Nach ihrer Heirat mit Quayle zog sie sich von der Bühne zurück, um sich um ihre drei gemeinsamen Kinder, einen Sohn und zwei Töchter, zu kümmern. Eine der Töchter, Jenny Quayle, ist ebenfalls Schauspielerin.
Sie starb am 23. Mai 1996 im Alter von 81 Jahren in England an einem Schlaganfall, ein Jahr nach dem Tod ihrer Mutter, die im Alter von 102 Jahren starb.

## Karriere
Nach ihrem Schulabschluss in Paris trat Hyson 1933 im Alter von 19 Jahren in der Historienkomödie Soldiers of the King mit Cicely Courtneidge auf. Ihr professionelles Theaterdebüt gab sie in Ivor Novellos Stück Flies in the Sun. Sie arbeitete tagsüber an Filmen und trat abends auf der Bühne auf. Dreharbeiten in Blackpool zu Gracie Fields Sing As We Go und Auftritte im West End mit Dodie Smiths Touch Wood führten zu einem Nervenzusammenbruch. Sie spielte weiterhin in leichten West-End-Komödien mit und hatte 1936 einen großen Erfolg in einer Adaption von Jane Austens Stolz und Vorurteil aus dem Jahr 1936. 1938 trat sie im Old Vic Theatre als Titania in Tyrone Guthries Fassung von Ein Sommernachtstraum auf.
Während des Zweiten Weltkriegs drehte Hyson mehrere weitere Filme, darunter You Will Remember mit Robert Morley und die Musikkomödie Spare a Copper mit George Formby. Sie spielte auch in Revues, Musikkomödien und Theaterstücken wie dem Thriller Pink String and Sealing Wax im Jahr 1943 und einer Adaption von Anthony Trollopes Scandal at Barchester im Jahr 1944. 1945 spielte sie Lady Windermere in Oscar Wildes Stück Lady Windermeres Fächer.
Sie arbeitete während des Zweiten Weltkriegs als eine der Frauen in Bletchley Park in der dortigen geheimen Codebrecher-Einrichtung unter anderem am Bruch des Floradora-Verfahrens. Sie wurde, obwohl sie mit Robert Douglas verheiratet war, dort von ihrem späteren zweiten Ehemann Anthony Quayle besucht. Quayle erinnerte sich daran: „Sie ging nach Bletchley Park, um als Codebrecherin zu arbeiten. Ich besuchte sie dort und fand sie krank und erschöpft von den langen Nachtschichten.“
Sie war der „Inbegriff für theatralischen West-End-Glamour“ und kehrte nach dem Krieg ins West End zurück, wo sie 1945 zu John Gielgud ans Haymarket Theatre wechselte.

## Filmografie
- 1918: Money Mad (aka Paying the Piper)[4]
- 1933: The Ghoul (als Betty Harlon)[1]
- 1933: Soldiers of the King (als Judy Marvello)
- 1933: Turkey Time (als Rose Adair)
- 1933: Happy (als Lillian)
- 1934: That’s a Good Girl (als Moya Malone)
- 1934: Sing As We Go (als Phyllis)
- 1934: A Cup of Kindness (als Betty Ramsbotham)
- 1940: Now You’re Talking (als Mrs. Hamton)
- 1941 Spare a Copper (als Jane Gray)
- 1941: You Will Remember (als Ellaline Terriss)
- 1957: Salute to Show Business (Participant)

## Bühne
- 1927: Quality Street[4]
- 1928: The Young Visitor
- 1932: Flies in the Sun
- 1933: Saturday’s Children
- 1933: That’s a Good Girl
- 1933: Turkey Time (mit Tom Walls und Ralph Lynn)
- 1934: Touch Wood (mit Flora Robson)
- 1934: The Ringmaster (mit Laurence Olivier)
- 1935: Most of the Game
- 1936: Pride and Prejudice (Stolz und Vorurteil, mit Celia Johnson)
- 1936: Ein Sommernachtstraum
- 1944: Scandal at Barchester
- 1944: Lady Windermeres Fächer
- 1945: Pink String and Sealing Wax

## Trivia
Hysons besondere Schönheit, ihre blauen Augen, blonden Haare und ihr fragiler Sing- und Tanzstil, soll 1935 die Inspiration für den Hit The Most Beautiful Girl in the World der amerikanischen Songwriter Rodgers und Hart gewesen sein.